# Atac a Nàltxik (2005)
L'atac a Nàltxik (2005) fou un atemptat armat succeït del 13 al 14 d'octubre del 2005 a la ciutat de Nàltxik sota el comandament d'en Xamil Bassàiev, l'objectiu es basava principalment en un atac a les forces de seguretat (departaments de policia, FSB, unitat militar, etc.). Segons el pla dels militants, havia de servir per prendre la ciutat sota el control del govern rus i després conservar-la durant algun temps.